# Імпелер

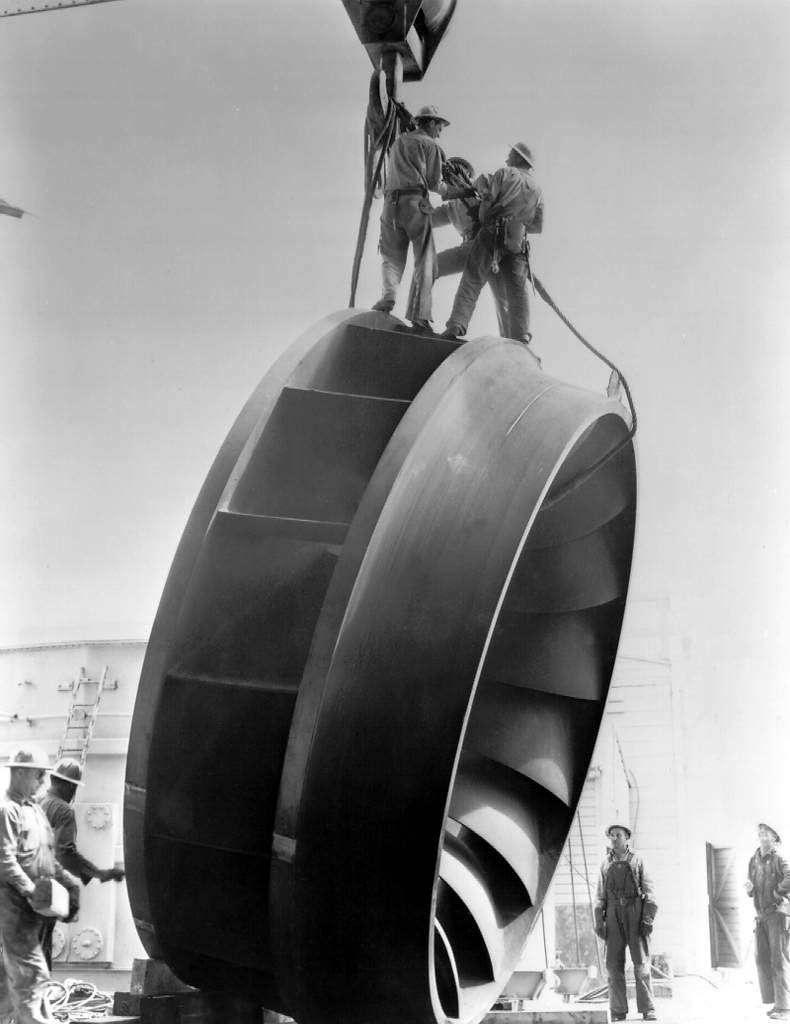
Імпелер гідравлічної турбіни, об'єднаний з вхідним напрямним апаратом на греблі

Імпелер — являє собою ротор, який використовують для збільшення тиску та потоку рідини (газу).
Імпелер може бути конструктивно виконаний як лопатева машина, що вмонтована у кільце. Така конструкція дозволяє істотно знизити перетікання повітря на кінцях лопатей, і цим зменшити втрати потужності на індуктивний опір. Окрім цього, кільце дозволяє трохи зменшити рівень шуму від роботи повітряного гвинта.

## Імпелери (робочі колеса) у помпах

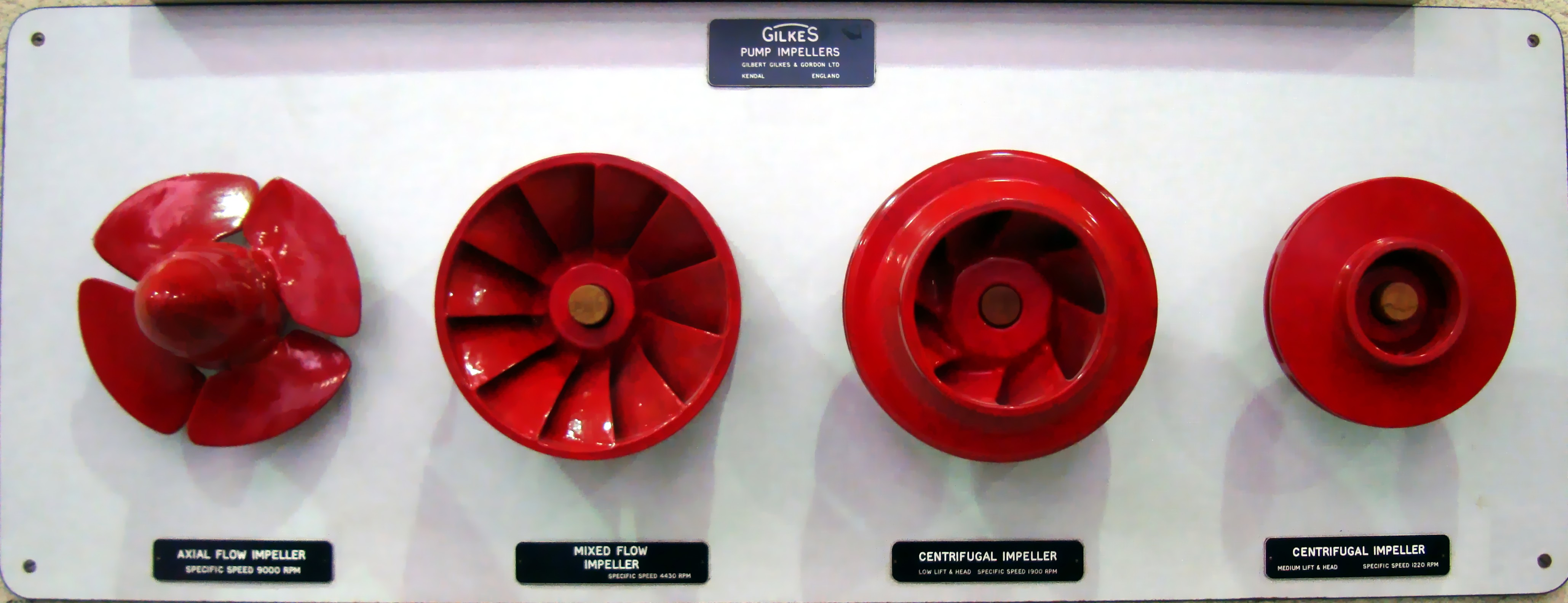
Кілька різних типів помпових коліс

Крильчатка — обертовий (роторний) компонент відцентрової помпи, зазвичай виготовлений зі сталі, бронзи, латуні, алюмінію або пластику. Вона перетворює енергію від двигуна — привідня помпи — на швидкість потоку рідини за допомогою відцентрової сили.
Швидкість, що досягається на крильчатці, обертається на тиск там, де рух рідини гальмується в корпусі помпи.

## Імпелери в мішалках
Найчастіше в мішалках застосовують турбінно-пропелерний імпелер, лопатевий імпелер або іноді імпелер типу «біляча клітка».

## Пропелери
Існують імпелери аналогічні невеликим пропелерам (гвинтам), але з малими лопатями. Їх використовують на човнах та і це дозволяє човнам пересуватися на високій швидкості.
Оскільки імпелери не мають великих лопатей, то вони обертаються значно швидше за пропелер.

## Імпелери газотурбінних двигунів (турбогвинтові)
Деякі турбогвинтові двигуни використовують імпелер замість осьового компресора. Наприклад Pratt & Whitney Canada PW100 використовує двоступінчатий компресор з імпелером низького тиску, який подає стиснуте повітря на крильчатку високого тиску, після чого стиснуте повітря надходить в камеру згоряння. Паливо змішується з повітрям при тиску понад 200 PSI та згоряє.
В авіації імпелер, на відміну від турбофанів, не обладнаний вхідним і/або вихідним напрямним апаратом. Це, з одного боку, дещо знижує його ефективність, з іншого боку, дозволяє значно зменшити розмір та вагу імпелера. На авіаційних рушіях лопатки вхідного напрямного апарату можуть бути виконані поворотними для регулювання на різних режимах.
Нині імпелерні силові устави знаходять ужиток в авіамоделюванні, головним чином у категорії F4 (моделі-копії). Така силова устава за відносної дешевини дозволяє з достатньо високою вірогідністю копіювати як зовнішній вигляд, так і політ прототипу. Реактивні двигуни на моделях-копіях мають досить обмежене вживання через високу складність конструкції і, головним чином, високу вартість.